# 1391 en Angleterre
Chronologie de l'Angleterre
- 1387
- 1388
- 1389
- 1390
- 1391
- 1392
- 1393
- 1394
- 1395

Cette page concerne l'année 1391 du calendrier julien.

## Naissances en 1391
- 6 novembre : Edmond Mortimer, 5e comte de March et 7e comte d'Ulster
- Date inconnue : 
  - John Boyville, propriétaire terrien
  - John Colshull, member of Parliament pour la Cornouailles

## Décès en 1391
- 22 juillet : Nicholas Audley, 3e baron Audley
- 10 août : William de Botreaux, 1er baron Botreaux
- 18 août : Thomas de Clifford, 6e baron de Clifford
- 20 août : William de Aldeburgh, 2e baron Aldeburgh
- 6 octobre : Robert Swinburne, politicien
- 17 octobre : John Clanvowe, soldat et poète
- 19 octobre : William Neville, soldat
- 16 décembre : Marguerite de Bohun, comtesse de Devon
- Date inconnue : 
  - John Dauntsey, member of Parliament pour le Wiltshire
  - John Head, member of Parliament pour Gloucester
  - William Heyberer, member of Parliament
  - Margaret Kirkby, anachorète
  - John Sutton de Lincoln, member of Parliament pour Lincoln